# Eisenbahnüberführung über die Königstraße (Hannover)
Die Eisenbahnüberführung über die Königstraße in Hannover ist eine denkmalgeschützte Brücke für den Schienenverkehr der Deutschen Bahn (DB). Über das die Königstraße überspannende Bauwerk als Teil des Ostkopfes des Hauptbahnhofs Hannover verlaufen die Strecken Hannover–Altenbeken, Hannover–Würzburg, Hannover–Braunschweig und Hannover–Lehrte sowie Gleise zu den Abstellanlagen und dem DB-Betriebswerk am Pferdeturm. Die im letzten Viertel des 19. Jahrhunderts errichtete und später erweiterte Eisenbahnüberführung (EÜ) wurde wegen Materialermüdung nach knapp 140 Jahren von April 2018 bis April 2020 durch einen Neubau ersetzt, wenngleich das technische Denkmal in der Liste der Kulturdenkmale der Landeshauptstadt Hannover in Teilen erhalten blieb.

## Geschichte
Nach der Inbetriebnahme der ersten Eisenbahnstrecke im Königreich Hannover 1843 zwischen Hannover und Lehrte wuchs der Schienenverkehr in den Jahrzehnten der Industrialisierung stark an. Von dem 1863 an der Joachimstraße in Hannover fertiggestelltem Eisenbahn-Direktionsgebäude der Königlich Hannöverschen Staatseisenbahnen, die nach der Annexion Hannovers durch Preußen 1866 Teil der Preußischen Staatseisenbahnen geworden waren, führte zwar eine langgezogene Fußgängerbrücke parallel zur Königstraße auf Eisenträgern über die Bahngleise. Doch der Straßenverkehr musste noch immer beidseitig mit jeweils zu schließenden Eisengittern vor den kreuzenden Zügen gesichert werden.
Für eine weitere Ausdehnung der aufstrebenden Stadt wurde zunächst der alte Güterbahnhof am Schiffgraben verlegt, der laut dem „Neuesten Plan der Königlichen Residenz-Stadt Hannover“ von 1868 in Höhe der Haasenstraße von der Hauptstrecke der Bahn abzweigte. Er wurde erst durch den im selben Jahr in Betrieb genommenen Rangierbahnhof Hainholz entlastet und dann zu dem 1867 eröffneten Produktenbahnhof für Massengüter zum Möhringsberg verlegt. Für den Stückgutverkehr wurde schließlich auch der Güterbahnhof Weidendamm in Betrieb genommen.

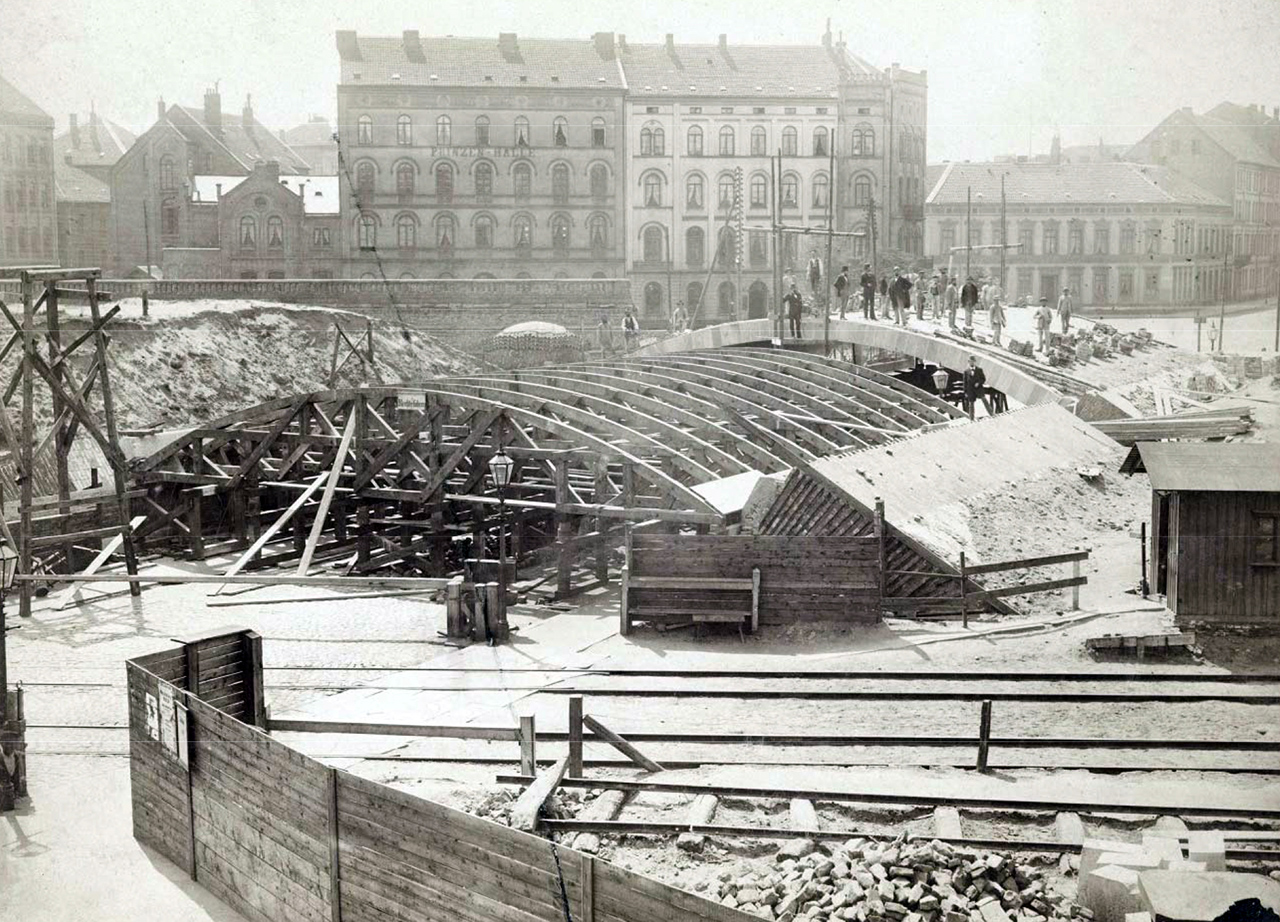
1878 posierten Arbeiter und Ingenieure hinter dem Baugerüst über dem ersten Segmentbogen der Eisenbahn-Überführung gegenüber der Prinzen-Halle, während die Bahngleise im Vordergrund noch ebenerdig geführt wurden; Blick etwa von der Augustenstraße Richtung Thielenplatz und Hannoverscher Fahnenfabrik

Doch bis in die ersten Jahre der Gründerzeit des Deutschen Kaiserreichs behinderten die bis dahin ebenerdig geführten Strecken der Eisenbahn den Straßenverkehr, insbesondere zwischen der ehemaligen Residenzstadt und deren Oststadt, noch immer sehr stark. Erst ab 1875 und bis 1881 erfolgte ein völliger Umbau der innerstädtischen Bahnanlagen Hannovers: Unter anderem wurde im Stadtgebiet ein 4,50 Meter hoher Bahndamm für eine entsprechend erhöhte Gleisführung errichtet, der mit insgesamt 19 Tunneln für einen schrankenfreien Straßenverkehr sorgte. Diese barrierefreie Baumaßnahme wurde später in den USA als „Hanover-System“ oder „Hannover-System“ bekannt und nachgeahmt.
1878 war der erste Gewölbebogen für die Eisenbahnüberführung am Thielenplatz nahezu fertiggestellt worden. Für die dabei gewünschte Momentaufnahme eines Fotografen wussten sich die Bauarbeiter und Ingenieure mit ihren Zylindern in Szene zu setzen, während sie bereits das Holzgerüst für den zweiten Brückenabschnitt über die Königstraße errichtet hatten. So entstand bis zur Einweihung im Jahr 1880 eine erste Überführung aus Haustein, gelbem Greppiner Klinker und der Sandstein-Brüstung, die im Verlauf von mehr als 100 Jahren jedoch an den zunehmenden Eisenbahnverkehr baulich angepasst wurde.
Zur Zeit des Nationalsozialismus erwarb die Deutsche Reichsbahn im Jahr 1937 das an den Gleisen der Königstraße gelegene ehemalige Vergnügungsetablissement Tivoli, um auf dessen Gelände weiter expandieren zu können.
In den Jahren 1960 und 1970 wurde die Brücke durch Ergänzungen verbreitert. Zuletzt war die EÜ im Jahr 1998 im Rahmen des S-Bahn-Baus zur Weltausstellung Expo 2000 auf der Nordseite um einen Gleistrog erweitert worden.
Trotz wiederholter Instandhaltungsarbeiten konnte die Brücke jedoch nicht dauerhaft vor Schäden bewahrt werden: Vor allem eindringende Feuchtigkeit schwächte die Festigkeit der historischen Baumaterialien gegenüber dem weiter steigenden Bahnverkehr. Das gefährdete neben Passanten auch bis zu 11.000 Autos täglich, die während einer Zählung ermittelt wurden.

## Neubau 2018 und 2019

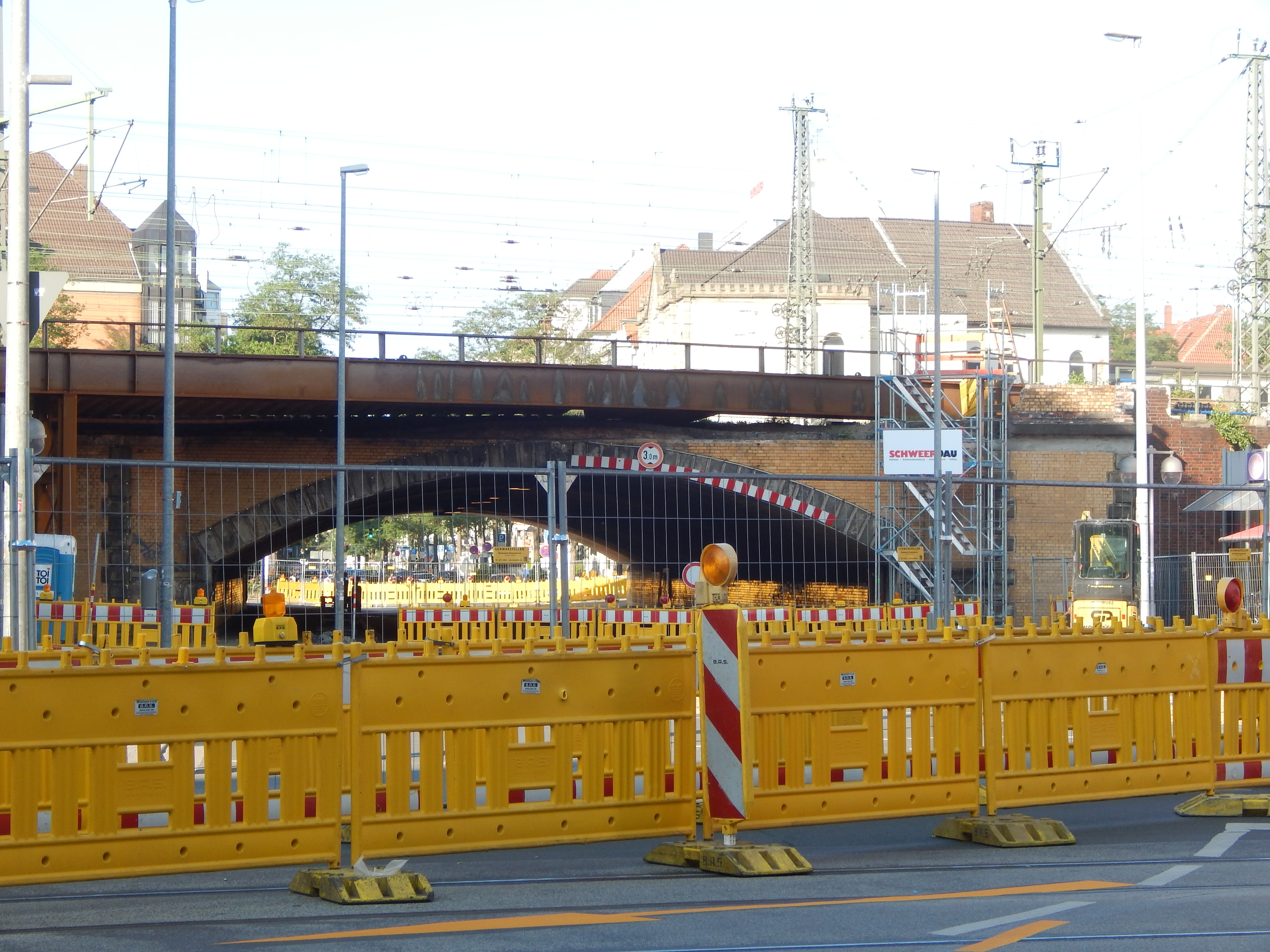
Sperrung der Straßenunterführung, Juni 2018

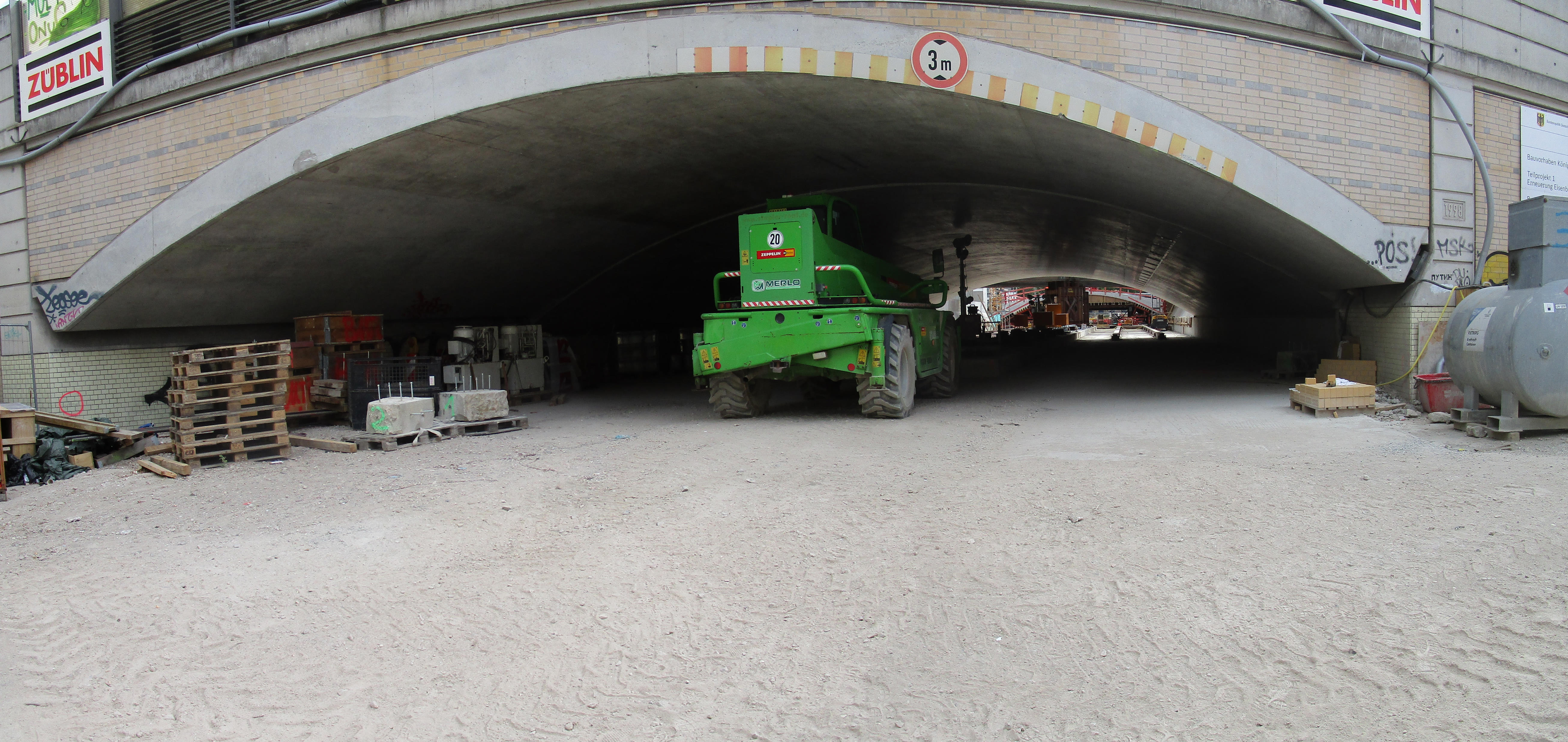
Fertiggestelltes Brückenteil auf der Ostseite im Juli 2019

Anfang des 21. Jahrhunderts wurden verschiedene Möglichkeiten zur Erhaltung der denkmalgeschützten Eisenbahnüberführung an der Königstraße erwogen. In der Folge entschied sich die Deutsche Bahn in Abstimmung mit der Unteren Denkmalschutzbehörde der Landeshauptstadt Hannover anstelle von unter dem Strich insgesamt teureren Instandhaltungsmaßnahmen für einen Brückenneubau, der das Bauwerk dann für weitere acht Jahrzehnte nutzbar machen soll. Die Kosten von 23 Millionen Euro für das Bauvorhaben wurden über die Leistungs- und Finanzierungsvereinbarung finanziert.
Die neu zu errichtende Überführung wurde mit den bisherigen Abmessungen des Gewölbes in Stahlbetonbauweise ausgeführt, die jedoch auf den originalen Widerlagern von 1880 aufgesetzt wurde. Die bestehenden Gewölbebögen aus Mauerwerk und Stahlbeton wurden abgerissen und die Eisenbahngleise während der Bauzeit mit Behelfsbrücken überführt.
Das neue Gewölbe aus Stahlbeton wurde in zwei Teilen auf dem dem Thielenplatz zugewandten Abschnitt der Königstraße zunächst vorgefertigt und anschließend in ihre jeweilige Endlage eingeschoben. Vor dem Einschub wurden die zwischenzeitlich errichteten Behelfsbrücken der Bahn wieder demontiert.
Geplant war, das bisherige stadtbildprägende Portal zum Thielenplatz während der Bauarbeiten zu sichern und nach Fertigstellung der neuen Brücke originalgetreu wieder aufzubauen.

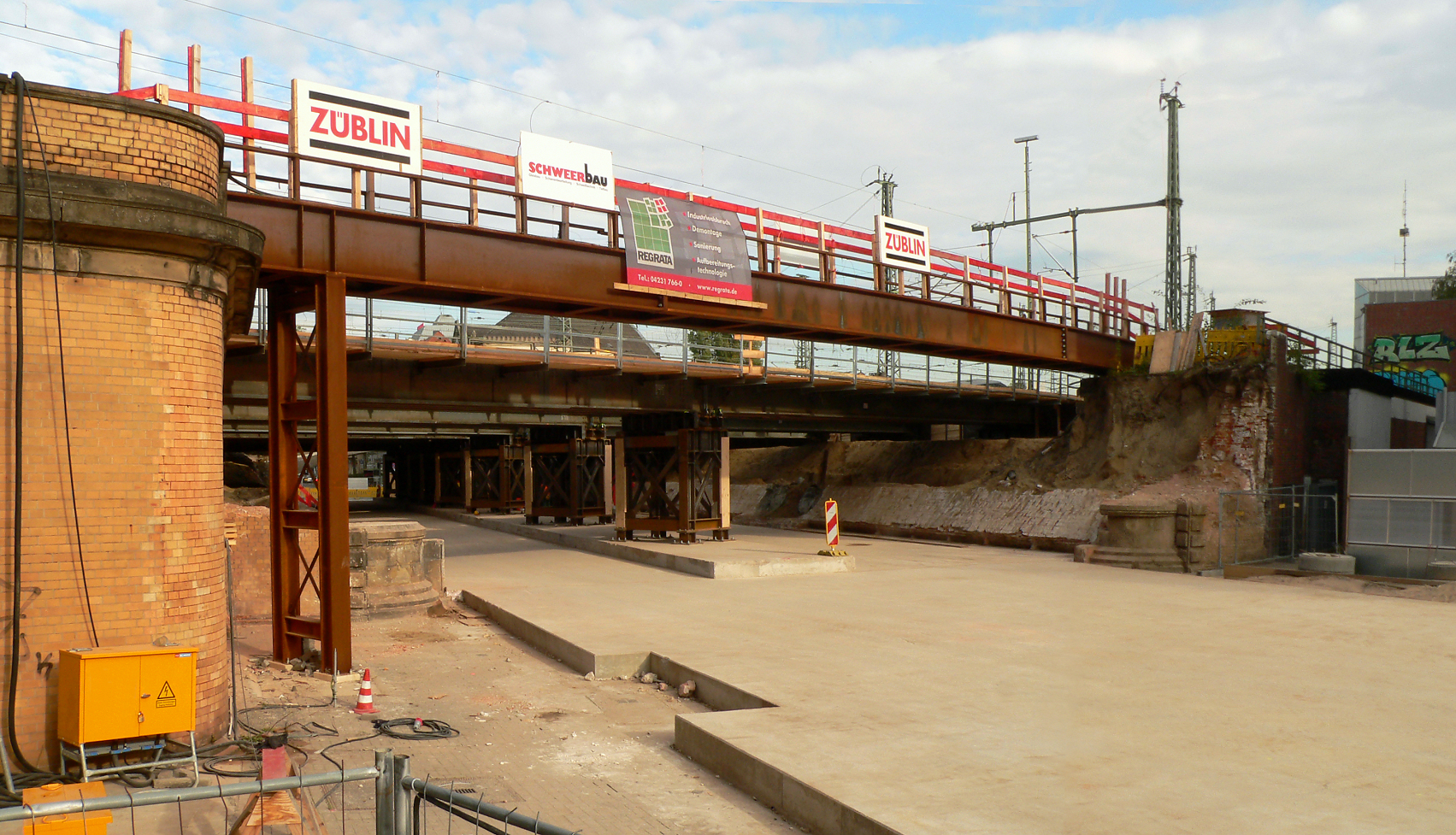
Umbau der Eisenbahnüberführung, Oktober 2018

Für die Zeit der Umbaumaßnahmen in insgesamt sechs Bauphasen, während der die Königstraße zwischen Augustenstraße und Thielenplatz für den Verkehr gesperrt wurde, wurde in Zusammenarbeit mit der Landeshauptstadt Hannover und dem Büro SHP ein Verkehrskonzept erarbeitet und den Anwohnern und Verkehrsteilnehmern sowie den politischen Gremien auf Informationsveranstaltungen vorgestellt. Auch die Deutsche Verkehrswissenschaftliche Gesellschaft veranstaltete an mehreren Terminen im Januar 2017 die Vorstellung des Projektes mit Referenten vom regionalen Projektmanagement der DB Netz AG in Hannover und von den ebenfalls in Hannover ansässigen SHP-Ingenieuren. Für den Fernverkehr in Nord-Süd-Richtung wurde während der Sperrzeiten der Messebahnhof Laatzen genutzt. Der Ost-West-Verkehr wurde teilweise über die Güterumgehungsbahn und teilweise über das einzige nicht unterbrochene Gleis der S-Bahn-Strecke Hannover–Lehrte geleitet. Der zeitweilig betroffene S-Bahnverkehr wurde vorübergehend durch den Einsatz von Bussen ersetzt.

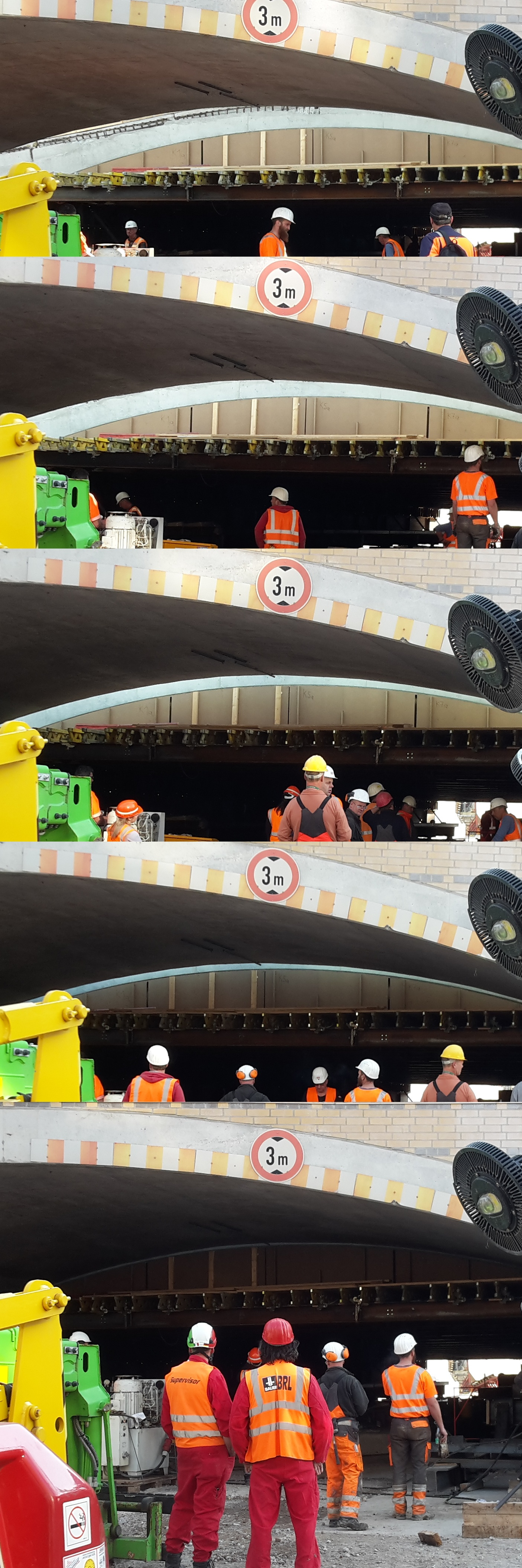
Einschub des ersten Segments des Neubaus am 7. April 2019

Von Juni 2018 bis Frühjahr 2020 war die Straßenunterführung der Königstraße auf den rund 100 Metern zwischen Augustenstraße und dem Thielenplatz auch für Fußgänger und Radfahrer gesperrt. Schon im Vorfeld der Sperrung der Unterführung hatten bereits 2017 mehrere Unternehmer, die einen Umsatzeinbruch befürchten, die Aufgabe ihrer Geschäftsräume in der Königstraße angekündigt.
Im Oktober 2018 wurden während einer zweiwöchigen Sperrung des Bahnverkehrs die alte Brücke abgetragen und Hilfsbrücken eingesetzt. Am 7. April 2019 wurde nach Abbau der Hilfsbrücken der erste Teil der Brücke eingeschoben und anschließend im noch fehlenden Teil zum Thielenplatz hin die Hilfsbrücken wieder eingebaut.
Vom 23. bis 27. September 2019 wurde der zweite Teil der Brücke eingeschoben.
Am 11. Oktober 2019 wurde die erneuerte Brücke im Rahmen eines Festaktes für den Schienenverkehr freigegeben. Der Individualverkehr unterhalb der Brücke sollte im Frühjahr 2020 möglich sein.

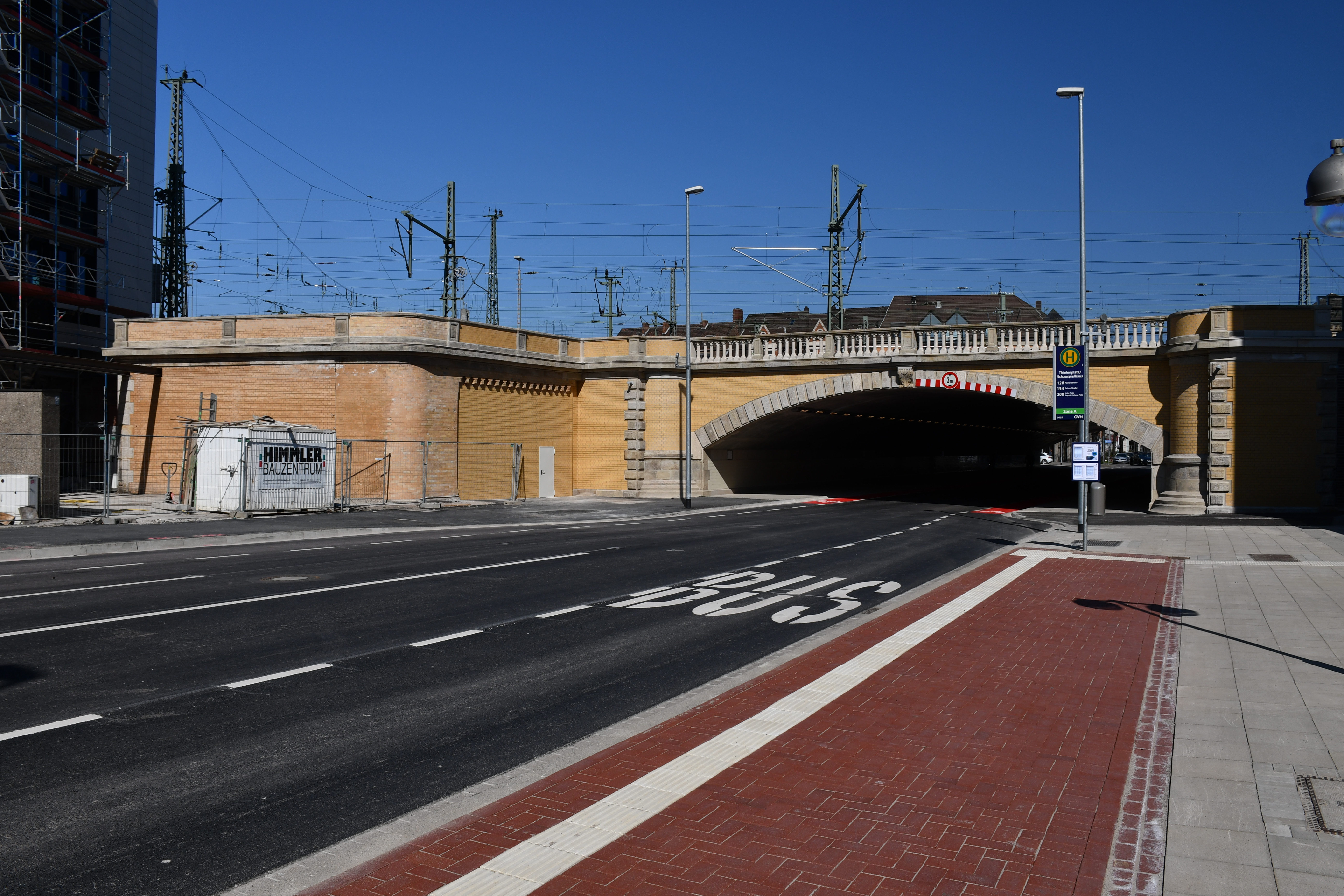
Erneuerte Eisenbahnbrücke Königsstraße (Hannover) im April 2020

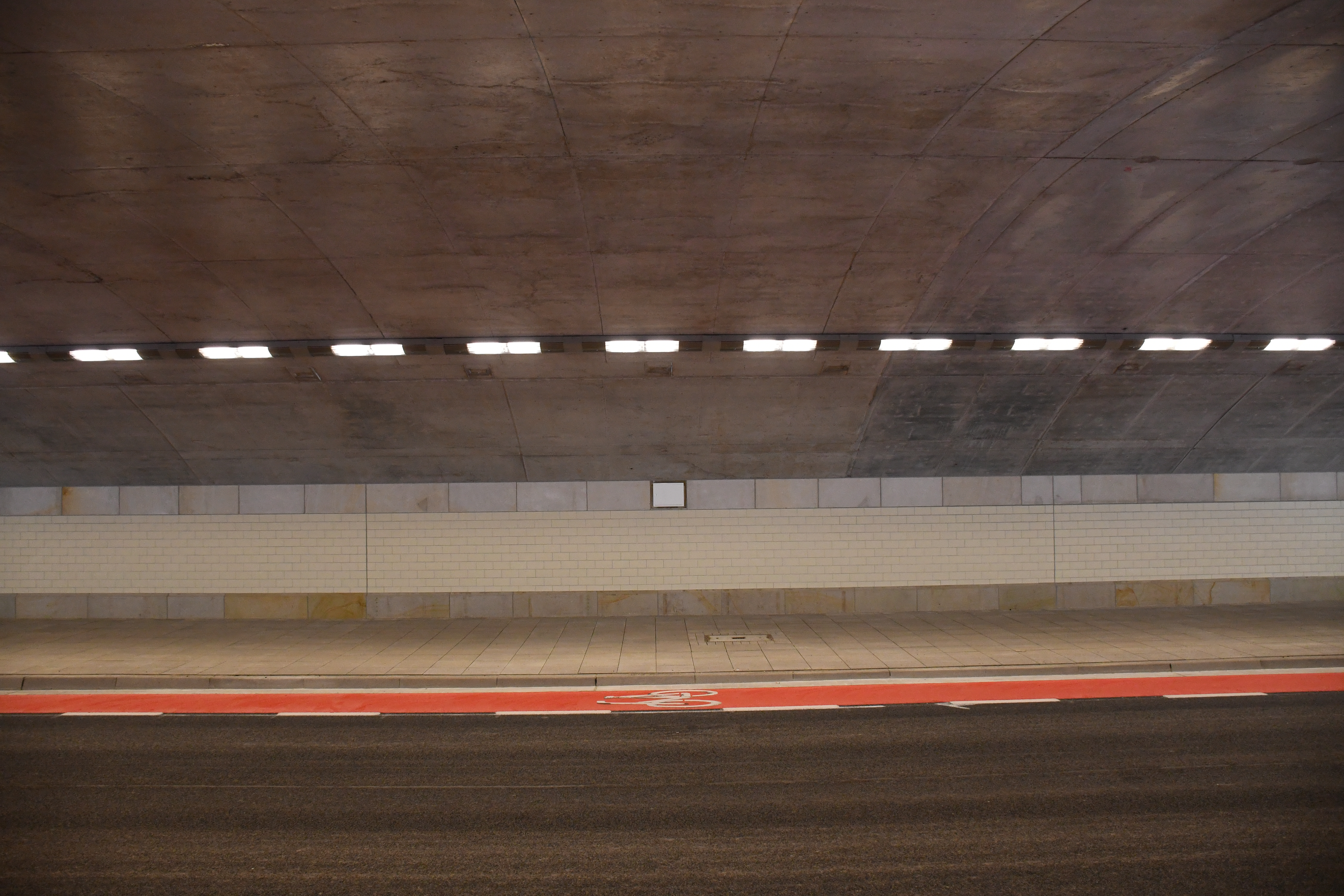
Innenansicht der erneuerten Eisenbahnbrücke Königsstraße (Hannover) im April 2020

Seit dem 6. April 2020 ist der Neubau abgeschlossen und die darunter verlaufende Straße wieder für den Individualverkehr freigegeben. Der Busverkehr der Linien 100, 200, 128 und 134 verlaufen ab diesem Tag ebenfalls wieder unter der Brücke.